# Tu be-av
Tu be-av (hebrejsky ט״ו באב‎, doslova „15. av“) je jeden z menších poexilních židovských svátků připadající na 15. den měsíce av. V době druhého chrámu byl dnem, kdy bylo do chrámu přinášeno obětní dříví jako dar pro potřeby chrámu (korban ecim); pozdější rabínská literatura pak spojuje tento den s řadou dalších událostí. V moderním Izraeli si získal oblibu jako svátek lásky (חג האהבה‎, Chag ha-ahava) a židovský protipól Dne svatého Valentýna.
Podle Mišny[zdroj⁠?!] byl Tu be-av za časů jeruzalémského Chrámu radostný svátek značící počátek sklizně vinné révy (konec této sklizně značil Jom kipur). V obou dnech se svobodné dívky žijící v Jeruzalémě oblékly do bílých šatů, jež si vypůjčily (to proto, aby nebyly zahanbeny dívky, které neměly vlastní bílé šaty), a šly tancovat na vinice (Ta'anit 4:8). Ve stejné kapitole traktátu Ta'anit se rovněž píše, že není slavnostnějších svátků, nežli jsou Tu be-av a Jom kipur.
Šulchan aruch v případě tohoto svátku nezmiňuje žádné dodržované rituály nebo zvyky, z denních modliteb je však vypouštěn Tachanun. Moderním zvykem je pořádat na Tu be-av svatby. V Izraeli je tento den slaven jako svátek lásky. Izraelci svým blízkým a milovaným dávají květiny a přání, pořádají se též hudební a taneční festivaly.